# Il Caffè (1764-1766)
Il Caffè fu un periodico italiano, pubblicato dal primo giugno 1764 al 26 maggio 1766. Nacque a Milano ad opera dei fratelli Pietro ed Alessandro Verri con il contributo del filosofo e letterato Cesare Beccaria e del gruppo di intellettuali che era solito raccogliersi all'Accademia dei Pugni. I fondatori del Caffè, pur provenendo dall'aristocrazia, furono i portavoce delle istanze culturali, sociali e politiche delle classi emergenti che puntavano allo svecchiamento delle istituzioni e alla razionalizzazione dell'apparato statale.
Il periodico divenne il principale strumento di diffusione del pensiero illuminista in Italia.

## Storia
Con la pace di Aquisgrana del 1748 le tensioni tra Impero Asburgico, Prussia, Inghilterra, Francia e Spagna si allentarono, favorendo il dialogo tra le nazioni. In Italia le idee illuministe trovarono un fertile contesto culturale a Milano e a Napoli, dominate da sovrani riformatori. La Milano del Settecento, sotto il controllo di Maria Teresa d'Austria, stava vivendo un regime di dispotismo illuminato che permise un felice confronto tra intellettuali e governo.

## Impostazione

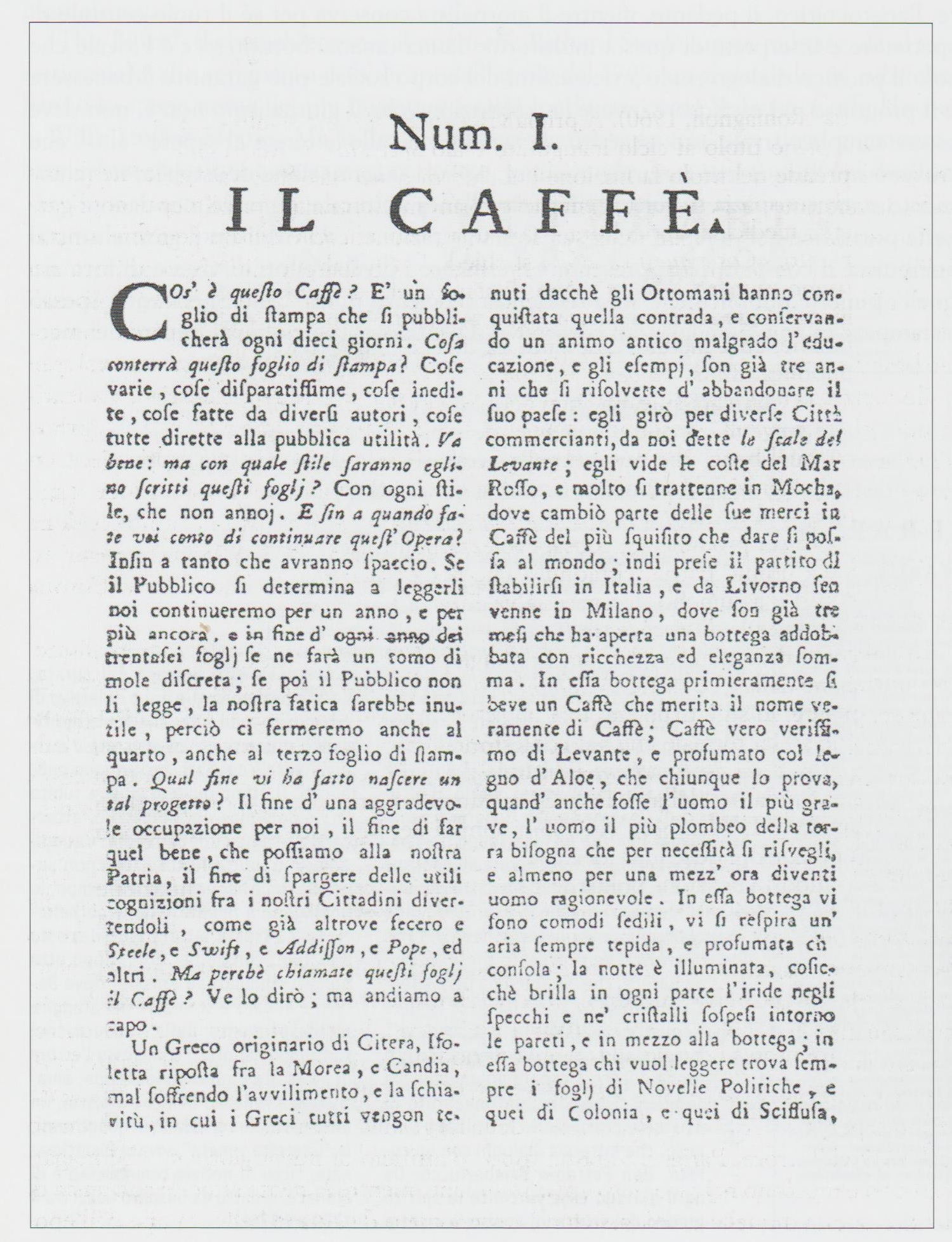
Frontespizio della rivista (1764).

La rivista, che rimase in vita fino al 1766, usciva ogni dieci giorni. Furono realizzati complessivamente 74 numeri, che in seguito vennero rilegati in due volumi corrispondenti alle due annate. Per eludere la censura vigente nella Lombardia austriaca, le copie venivano stampate a Brescia, all'epoca territorio veneziano. Il Caffè tratta argomenti di diverso genere. Lo stesso Pietro Verri riporta, nell'articolo di apertura del numero del periodico, che il suo giornale conterrà
“cose varie, cose disparatissime, cose inedite, cose fatte da diversi autori, cose tutte dirette alla pubblica utilità”.
Dei 118 articoli firmati, 53 portano il nome di Pietro Verri, 31 di Alessandro Verri, 7 di Cesare Beccaria, 6 di Carlo Sebastiano Franci, 5 di Pietro Francesco Secco Comneno ed altrettanti di Giuseppe Visconti di Saliceto, 2 del matematico Paolo Frisi, di Luigi Stefano Lambertenghi e dell'abate Alfonso Longo, 1 infine di François de Baillou, di Ruggero Boscovich, di Gian Rinaldo Carli e di Giuseppe Colpani.
Sia il titolo, sia l'impostazione del periodico erano nuovi nella tradizione italiana e prendevano ad esempio i periodici inglesi di Addison e di Steele, come The Spectator ("Lo spettatore") o The Tatler ("Il chiacchierone") al fine di presentare la rivista come punto di raccolta delle discussioni che si tenevano in un caffè, gestito dal greco Demetrio, che era divenuto un luogo d'incontro per dibattere di argomenti politici e sociali.

## Titolo
Il titolo ha allo stesso tempo sia un valore simbolico sia un valore reale. In quel periodo si stavano rapidamente sviluppando le botteghe di Caffè in seguito alla diffusione e all'uso della bevanda, alla quale venivano attribuite grandi virtù salutari. La pianta del caffè era stata recentemente importata dal Medio oriente grazie ai mercanti arabi e i lumi lo consideravano capace di “risvegliare” le virtù dell'uomo. Il filosofo Montesquieu in una delle Lettere persiane (XXVI) descrive attraverso uno dei personaggi la bottega di Procope dove "si prepara il caffè in modo tale che dà dello spirito a chi ne fa uso: quanto meno, di quelli che ne escono, non c'è nessuno che non creda di averne quattro volte di più di quando vi è entrato".
Le botteghe di Caffè del 1700 erano luoghi nei quali si riunivano uomini aperti alle novità e dove si creavano le condizioni adatte alla nascita di nuovi periodici tramite la partecipazione attiva, prendendo parte alle discussioni o passiva con la lettura.
Questo tipo di locale, diffuso soprattutto in Inghilterra, divenne un luogo di incontro e discussione aperto, del tutto nuovo. Non era la piazza del Medioevo, sede di cerimonie religiose e di attività politiche ed economiche, non era la corte del Rinascimento dove si elaboravano quei modelli tipici di quella società (dal cortigiano, all'amor platonico, alla lingua aulica), non era neppure il salotto del primo Settecento, come quello di Cristina di Svezia nell'ambito del quale sorse l'Accademia dell'Arcadia. La caffetteria era un ambiente diverso che non richiedeva particolari requisiti per essere frequentato. Poteva entrare chiunque fosse disposto a pagare il prezzo della consumazione per intrattenersi con la lettura dei giornali esteri o, semplicemente, per godersi un'amabile conversazione.
La rivista si propone quindi ad un pubblico molto vario che riesce, nello spazio del caffè, a realizzare una nuova forma di socialità che nasce dall'incontro di uomini e di ceti diversi. Componente essenziale della battaglia illuministica del "Caffè" è la sua prospettiva letteraria e linguistica. Il problema della diffusione dei lumi è infatti anche un problema del linguaggio: "cose e non parole" è uno dei motti del "Caffè", nella quale non ci si limita a riprodurre passivamente la realtà, ma la si attraversa e la si spiega; un linguaggio che taglia decisamente i ponti con il classicismo e il purismo linguistico. Il tono degli articoli risulta colloquiale e schietto e testimonia l'intenzione da parte dell'intellettuale di instaurare un rapporto nuovo con il proprio pubblico: aperto, cordiale e disponibile. All'intellettuale illuminista, che ha ormai trovato una sua collocazione politica al seguito del sovrano illuminato, il giornale serve a stabilire un contatto agile ed efficace con quell'opinione pubblica sempre più attiva e con quei gruppi di pressione organizzata sufficientemente forti per avanzare le proprie istanze.

## Le opinioni sulla rivista
In Italia sull'Osservatore veneto del 22 agosto 1761, Gaspare Gozzi scriverà: "Non avrà uomo dabbene praticato una bottega da caffè sei mesi, che uscirà di là nel mondo con quella dottrina alla quale avrà avuto l'animo più inclinato".
Alberto Arbasino, parlando delle influenze di Carlo Emilio Gadda, scrisse: «Non per nulla, gl'interessi enciclopedici dell'Ingegnere coincidono (fino al delirio di riversare tutta la Funzione nell'Espressione) coi manifesti tracciati due secoli fa dagli impeccabili fratelli Verri e da Cesare Beccaria, risoluti a insultare programmaticamente la Crusca in nome di Galileo e di Newton, cioè a sviluppare una cultura extraletteraria cosmopolita e un pensiero intellettuale «assolutamente moderno» a dispetto della grammatica arcaica dei Pedanti, trasgredendo al purismo imbecille che caldeggia l'impiego di qualsiasi grulleria del Piovano Arlotto per definire prodotti e nozioni del nostro tempo; e approva l'uso del greco antico per indicare un qualche cosa che non c'è (il nettare, l'ambrosia), mentre respinge qualunque termine inglese moderno relativo invece a qualche cosa che c'è (come il gin-and-tonic), senza avvedersi che qualunque parola poteva suonare scandalosamente moderna quando venne usata per la prima volta da un Autore Classico poi approvato dal Tommaseo-Bellini… e finendo, poi, col preferire «prova di selezione attitudinale» a «test»… Insomma, «c'era già tutto» in quel progetto del «Caffè», che invece di sublimare la Letteratura chiudendola a chiave in una soffitta-Parnaso, le riservava una sua piccola area accanto alla Musica e al Commercio, all'Inghilterra e alla Storia e al Progresso, però tenendo tutte le porte aperte fra i diversi istituti della Cultura, e che doveva funzionare come struttura portante nelle idee della società civile lombarda fino al 1914, sottesa, al Romanticismo e al Manzoni, al Porta e al Positivismo e alla Scapigliatura, al Socialismo e al Lavurà.»

Il Caffè funse da modello per un periodico letterario napoletano, Il Caffè del Molo, edito in Napoli dal 1829 al 1832.